# Órgano de la Iglesia Anglicana de Todos los Santos
El órgano de la Iglesia Anglicana de Todos los Santos es un instrumento que actualmente esta emplazado en dicho templo en la ciudad de Quilmes, en la provincia de Buenos Aires, Argentina. Fue construido por la empresa inglesa Bryceson Bros en 1864, originalmente el órgano estaba en la Catedral anglicana de San Juan Bautista de la ciudad de Buenos Aires, pero en 1896 fue adquirido por la Iglesia Anglicana de Todos los Santos. Posee 14 registros y cerca de 800 tubos, dos manuales y pedalera. Es el órgano más antiguo de Argentina del que se sabe su fecha de construcción y fabricante.

## Historia
El órgano fue fabricado por la firma inglesa Bryceson Bros en 1864 para la Catedral anglicana de San Juan Bautista de la ciudad de Buenos Aires. El órgano fue comprado por la Iglesia Anglicana de Todos los Santos de Quilmes en 1896 e instalado allí. Un organero inglés que residía en Buenos Aires llamado Walter Wainwright con amplia experiencia, fue el encargado de desarmar, empaquetar el órgano en Buenos Aires, transportarlo a Quilmes y rearmarlo allí, además fue el responsable de su mantenimiento, en cuatro meses el órgano ya estaba operativo en su nuevo sitio.
El órgano había sido adquirido por 50 libras, un bajo precio para la época. El coste de la restauración del órgano fue de 2000 m/l. Wainwright propuso cambios en la disposición y argumento que el registro Cornopena del swell era "inútil", propuso que el Clarion podría cambiarse a su lugar y traer desde Inglaterra un Clrionet para la división Great, lo que costaría 250 libras. Entre las tareas de restauración se revisaron las secretas, se recubrieron las válvulas con cuero, el reservorio resellado y los muelles fueron regulados y renovados. Los paños fueron reemplazados para hacer el accionamiento de las teclas lo más silenciosos posible. El mecanismo del pedalero fue hecho a nuevo. Las persianas de la caja expresiva fueron revestidas con paño y la acción del pedal de crescendo reparada. Se limpiaron los tubos frontales y se quitaron abolladuras. El trabajo tenía una garantía de cinco años y su coste total fue de 1800 m/l. Cuando fue instalado en su nuevo sitio, Wainwright le agregó un Tremulant, pese a que este no estuvo contemplado en los planes originales, y solicitó $ 50 o el mismo sería retirado.
El órgano tuvo cuatro restauraciones importantes en donde siempre se hicieron cambios en su disposición. Se le adicionaron rangos italianos y alemanes, estos últimos de la firma Laukhuff. Algunos registros se perdieron, como Stopped Diapason, Mixture y el Oboe del Swell organ. Se pensaron varias reformas profundas que alterarían de sobremanera al instrumento, pero las mismas no se terminaron por efectuar.
En la última reforma del año 2000 a cargo de Enrique Godoy se priorizó mantener el sonido original de Bryceson Bros.

## Características
Posee 14 registros y cerca de 800 tubos, dos manuales y pedalera, cuatro combinaciones fijas y pedal de expresión para la división Swell que tiene Tremulant. Los tubos de la fachada están pintados en varios colores con esténcil, algo poco usual de los órganos en Argentina. Las combinaciones fijas se accionan por medio de pedales arriba del pedalero de bajo, mientras que los acoples se accionan por las perrillas de registros reservadas a tal fin.

## Disposición
| Manual Great Organ |                |     |
| 01.                | Open Diapason  | 08’ |
| 02.                | Dulciana       | 08’ |
| 03.                | Röhrflöte      | 08’ |
| 04.                | Principal      | 04’ |
| 05.                | Harmonic Flute | 04’ |
| 06.                | Trumpet        | 08’ |

| 0 | Acoplamientos | 0 |
| 0 | II/I          |   |

| Manual Swell Organ |                 |      |
| 01.                | Bourdon         | 016’ |
| 02.                | Open Diapason   | 08’  |
| 03.                | Violin Diapason | 08’  |
| 04.                | Principal       | 04’  |
| 05.                | Twelfth         | 03’  |
| 06.                | Fifteenth       | 02’  |
| 07.                | Clarinette      | 016’ |

| 0 | Acoplamientos | 0 |
| 0 | I/P           |   |

| 0 | Otros                 | 0 |
| 0 | Expresión Swell Organ |   |
| 0 | Tremulant             |   |

| Pédale |                      |      |
| 01.    | Double Open Diapason | 016’ |

| 0 | Acoplamientos | 0 |
| 0 | II/P          |   |

- Posee cuatro combinaciones fijas que se accionan por perillas de registro.